# Wang King-Ky
Wang King-Ky, även känd som Wang Jingqi, född 13 mars 1882 i Minhou, Fujian, död 25 augusti 1941 i Genève, var en kinesisk diplomat, politiker och författare under Republiken Kina som bland annat tjänstgjorde som Kinas minister i Stockholm.
Han gick med i Ziqiang-skolan (自强学堂) i Wuchang år 1896 för att studera franska och begav sig 1900 till Frankrike för att läsa vid Académie des inscriptions et belles-lettres, varefter han fortsatte sina studier vid Institut d'études politiques de Paris. Han läste även vid Oxford University och Edinburgh University.
1908 blev han utnämnd attaché till Qingdynastins legation i Paris och efter Xinhairevolutionen blev han överförd till det kinesiska utrikesministeriet i Peking. Därefter höll han en rad viktiga positioner inom den kinesiska utrikesförvaltningen. 1914 representerade han Kina i en konferens i Kjachta med Ryska imperiet och Yttre Mongoliet som behandlade frågan om Yttre Mongoliets statsrättsliga status. Han deltog i den kinesiska delegationen i fredskongressen i Paris som bland annat utarbetade Versaillesfördraget 1919.
Han höll även en rad viktiga positioner inom Kinas utlandsmyndigheter. Åren 1936-1938 var han Kinas minister i Stockholm. 1938 blev han utnämnd till Kinas minister i Warszawa, men fick lämna landet i september följande år på grund av Tysklands invasion och stannade därefter i Belgien och Frankrike i väntan på nya instruktioner från den kinesiska regeringen. 1940 begav han sig till Genève, där han tjänstgjorde som kinesisk minister fram till sin död följande år.

## Verk på västerländska språk
- Wang, King-Ky (1929) (på franska). La voix de la Chine: Adresses, discours, déclarations, lettres, interviews. Préfaces de Jules Destrée et de Paul Gille. Bruxelles. Libris 3155951